# Un grup de dones
Un grup de dones (títol original en anglès: The Group) és una pel·lícula estatunidenca dirigida per Sidney Lumet, estrenada el 1966. Ha estat doblada al català i emesa a TV3 per primera vegada el 1996.

## Argument[calcitació]
1933: vuit joves són amigues i membres de la classe alta en una l'escola privada de noies, per graduar-se i començar les seves pròpies vides. La pel·lícula documenta els anys entre la seva llicenciatura i el començament de la II Guerra Mundial a Europa, i es nota, en un estil de sèries, les seves aventures i matrimonis, les seves carreres o el significat de les seves vides, els seus alts i baixos.

## Repartiment
- Candice Bergen: Lakey
- Joan Hackett: Dottie
- Elizabeth Hartman: Priss
- Shirley Knight: Polly
- Joanna Pettet: Kay
- Mary-Robin Redd: Pokey
- Jessica Walter: Libby
- Kathleen Widdoes: Helena
- James Broderick: Dr. Ridgeley
- James Congdon: Sloan Crockett
- Larry Hagman: Harald Peterson
- Hal Holbrook: Gus Leroy
- Richard Mulligan: Dick Brown
- Robert Emhardt: Mr. Andrews
- Carrie Nye: Norine

## Nominacions
- BAFTA a la millor actriu estrangera per Joan Hackett.[cal citació]